# Erucius mjobergi
Erucius mjobergi är en insektsart som beskrevs av Bolívar, C. 1944. Erucius mjobergi ingår i släktet Erucius och familjen Chorotypidae. Inga underarter finns listade i Catalogue of Life.